# Герике, Иоганн Христофор
Иоганн Христофор Герике (Gericke, первоначально Gercke; 1696—1759) — пастор и религиозный писатель.

## Биография
Иоганн Христофор Герике родился, в 1696 (по другим известиям в 1699) году в Норденберге в Пруссии. 
Получил образование в Кёнигсбергском университете и в 1726 году приехал в Ригу, а затем получил место пастора в Пернигеле в Лифляндии, где оставался до 1743 года, когда занял место диакона при Домском соборе. 
В 1744 году он назначен архидиаконом в церковь Святого Петра в Риге, в 1746 году — проповедником там же, а в 1755 году — главным проповедником. Одновременно он сделался асессором городской консистории. 
Его перу принадлежат следующие сочинения: 1) «Dissertatio de dispositione ex lumine naturae ad supernaturalia ad cognoscendos Angelos ex spectrorum apparitionibus» (Regimonti, 1720); 2) «Kurzgefasste Reformationsgeschichte der Hauptstadt Riga in der Provinz Livland» и 3) «Nachrichten von den Herrnhutischen Auftritten in Livland», — последние два труда напечатаны в «Acta historiae ecclesiasticae», том XX.
Иоганн Христофор Герике скончался 25 февраля 1759 года в городе Риге.